# Коренев, Радмир Александрович
Радмир Александрович Коренев (род. 9 октября 1929, Уссурийск) — советский и российский писатель, капитан, член Союза писателей СССР и России (с 1988), лауреат литературных премий.

## Биография
Радмир Коренев родился 9 октября 1929 года в Уссурийске, Приморский край.
В последующие годы жил в Артёме. В 1942 году отец погиб на фронте, а в 1943 умер дед, а за ним и бабушка. Оставшись без родителей, уехал в Владивосток. В возрасте шестнадцати лет был принят матросом в Госморпароходство на пароход «Родина», а в 1947 году перешёл на теплоход «Игарка» и ушёл в своё первое кругосветное плавание.
Во Владивостокском морском порту взял ценз плавания и сдал экзамен в рыбном техникуме. Получил свидетельство, но диплом получить не успел, так как был срочно призван в армию и отправлен в Китай. Оттуда ушел добровольцем в Корею. В 1954 году вернулся в порт Владивосток и получил диплом штурмана дальнего плавания.
В 1974 году переехал в Петропавловск, где работал в рыбном морском порту капитаном буксира, а затем три года капитаном танкера.
С 1981 по 1985 год работал директором школы ОСВОД, обучал судоводителей маломерных судов. Затем ушёл на пенсию.
В 1981 году была выпущена первая книга Радмира Коренева — «Собака — зверь домашний», потом издал ещё две книги — «Опасное затишье» и «Сжатие». В 1988 году был принят в Союз писателей СССР.
В 1996 и 1999 годы изданы две новые книги — «Собаки-волки» и «В зоне опасности».
За издание книг и литературную деятельность был удостоен премии губернатора Камчатской области, получил звание лауреата, и так же стал лауреатом премии им. Г. Поротова. Получил звание лауреата премии П. Новограбленого.